# راغب علامة
راغب صبحي علامة (7 يونيو 1962-)، فنان ومطرب لبناني. بدأ مسيرته الفنية في الثمانينيات بعد مشاركته في برنامج المواهب استوديو الفن حيث حصل على الجائزة البلاتينية. جاءت شهرته من خلال الأغاني والألبومات التي حققت نجاحًا كبيرًا، مثل "يا ريت"، "عن جد"، و"قلبي عشقها" والتي كانت أول أغنية عربية يتم تحويلها إلى فيديو موسيقي. لقب بالعلامة الفارقة والسوبر ستار.
أصدر راغب العديد من الألبومات الناجحة في العقد الأول من القرن الحادي والعشرين، مثل سهروني الليل (2001)، طب ليه (2002)، الحب الكبير (2004)، وبعشقك (2008). كما حقق مبيعات ضخمة وحصل على جائزة البلاتينيوم من فيرجن ميجاستورز.
في عام 2010، تعاون مع ستاربكس لإطلاق ألبومه سنين رايحة، ليصبح بذلك أول فنان عربي يبيع ألبومه في متاجر ستاربكس.
نال العديد من الجوائز في مسيرته، بما في ذلك جائزة موريكس دور، ليُعتبر أحد أنجح المطربين تجاريًا في العالم العربي. في 2011، عين رئيسًا للجنة تحكيم النسخة العربية من برنامج أمريكان أيدول. كما كان سفيرًا للأمم المتحدة في قضايا البيئة والمناخ، وهو يحمل الجنسية الكندية والإماراتية منذ عام 2022.

## حياته
وُلد راغب علامة في بلدة الغبيري جنوب بيروت لعائلة مسلمة شيعية مكونة من تسعة أبناء وكان ترتيبه الرابع بينهم. اشتهر حيّهم في بيروت باسم "آل علامة"، بسبب قاضي شهير في الحي كان يحمل نفس الاسم. وقد أطلق والد راغب اسم "راغب علامة" على ابنه تيمناً بالقاضي الذي كان ينتمي إلى نفس العائلة. كان والد راغب علامة يجيد العزف على آلة العود كهواية، وكان راغب يجلس بجواره ويستمتع بعزفه، مما لفت انتباه أساتذته في المدرسة إلى صوته الجميل.
أدى ذلك إلى قيامه بإحياء الحفلات المدرسية والمشاركة في العديد من المسابقات مع المدارس الأخرى. وفي سن مبكرة، وعندما كان دون الثانية عشر من عمره، تقدم راغب للبرنامج الإذاعي الشهير في الإذاعة اللبنانية، فنصحه أساتذة الموسيقى بضرورة صقل موهبته. تبع ذلك التحاقه بمعهد الموسيقى اللبناني حيث درس العود والسولفيج، وتخرج بتقدير جيد جدًا وكان من أوائل دفعته.
لم يكن عمر راغب علامة قد تجاوز العشرين عندما قرر المشاركة في البرنامج الشهير ستوديو الفن الذي أخرجه المخرج سيمون أسمر عام 1982. شارك في فئة الأغنية الشعبية، وحقق نجاحًا كبيرًا بفوزه بالمركز الأول. هذه المشاركة كانت نقطة انطلاق مهمة في مسيرته الفنية، حيث بدأت شهرته تنمو بسرعة بعد ظهوره في البرنامج، ليصبح لاحقًا واحدًا من أبرز نجوم الغناء في العالم العربي.

## مسيرته الفنية
أول أغنية قدمها راغب علامة كانت "اتفرج عالحلاوة"، والتي كانت بداية مشواره الفني، وبعدها ظهر مع فاروق وميسم درزي في إذاعة لبنان العربي، حيث غنى على الهواء أغنية "يا بنت السلطان". في منتصف الثمانينات، أصدر أول ألبوماته بعنوان "بكرة بيبرم دولابك" الذي لاقى نجاحًا كبيرًا في سوق الكاسيت اللبناني، وبدأت الجماهير اللبنانية والسورية تتفاعل مع أغنياته، خاصة "عبالك النغم" و"مبروك".
توالت بعد ذلك ألبوماته الناجحة، ومن أبرزها ألبوم "توأم روحي" الذي حقق نجاحًا هائلًا، حيث تجاوزت توزيعاته في مصر 300 ألف نسخة، واحتوى على أغاني لاقت رواجًا كبيرًا مثل "أسف حبيبتي الوقت فات" و"نقطة ضعف". كما حقق ألبوم "فرق كبير" نجاحًا مدويًا بفضل أغنية "سيدتي الجميلة" التي نالت إعجاب الجمهور، إلى جانب أغنيات مثل "كرمالا" و"ولا قد الحب". واستمر نجاحه مع ألبوم "برافو عليكي" الذي تضمن أغنيات شهيرة مثل "بسحب كلمتي" و"فراقنا قدر"، وكذلك مع ألبوم "حياتي" الذي تخطت توزيعاته حاجز النصف مليون نسخة، وكان يحتوي على أغنيات مثل "مغرم يا ليل" و"المعادلة الصعبة". ثم أصدر ألبوم "حبيبي يا ناس" الذي تضمن أغاني لاقت شعبية كبيرة مثل "يا غرام" و"نظرة عينيه".
أكثر الألبومات التي حققت أعلى مبيعات في مسيرته كانت "قلبي عشقها" الذي تجاوزت توزيعاته مليون نسخة في مصر وحقق أعلى مبيعات وقت صدوره، وألبوم "علمتني أحب الدنيا" الذي تخطت توزيعاته 700 ألف نسخة في مصر أيضًا، وتربع على قمة التوزيعات لفترة طويلة. تُعد هذه الألبومات من بين الأكثر نجاحًا في تاريخ الغناء العربي، وقد ساهمت بشكل كبير في تعزيز مكانة راغب علامة كأحد أبرز المطربين في الساحة الفنية العربية. وقد تولى شقيقه خضر علامة إدارة أعماله.
في عام 1999 قدم راغب علامة أول ألبوم ديني بعنوان (يا رب يا الله) يحتوي على مجموعة من الأغاني الدينية وهو من إنتاج شركة صوت القاهرة للصوتيات والمرئيات، كما قدم في شهر رمضان

## مشاركته كعضو لجنة تحكيم

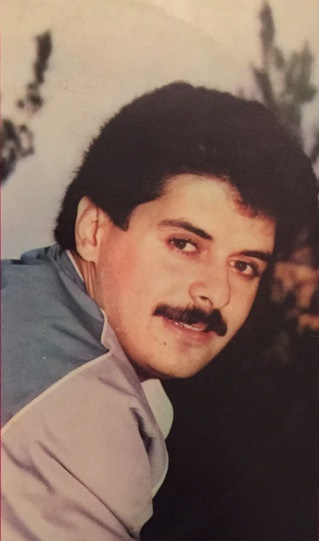
راغب في 1986

شارك راغب علامة في لجنة تحكيم برنامج "أراب آيدول" في موسميه الأول والثاني خلال عامي 2012 و2013، إلا أنه اعتذر عن المشاركة في الموسم الثالث من البرنامج نتيجة لاختلافات في وجهات النظر مع إدارة قناة "إم بي سي" والفنانة أحلام، ليحل مكانه الفنان وائل كفوري. في عام 2015، عاد علامة ليشغل مقعدًا في لجنة تحكيم برنامج "إكس فاكتور" إلى جانب إليسا ودنيا سمير غانم على شاشة "إم بي سي وان". وفي عام 2019، شارك في لجنة تحكيم الموسم الخامس من برنامج "ذا فويس" مع كل من أحلام الشامسي، سميرة سعيد، ومحمد حماقي. ثم في أكتوبر 2023، عاد ليشارك في لجنة تحكيم برنامج "إكس فاكتور" على شاشة تلفزيون دبي، حيث شارك فيها إلى جانب عبدالله الرويشد وأنغام.

## تنصيبه كسفير للسلام
عين راغب سفيرا للسلام والنوايا الحسنة لدى الأمم المتحدة في التاسع من يونيو 2013 في برنامج عرب ايدول

## حياته الخاصة
تزوّج مرتين المرة الأولى من سيدة لبنانية- فرنسية، لم يدم زواجه منها إلا سنتين، والثانية من زوجته الحالية جيهان العلي التي أصبحت جيهان علامة منذ العام 1996 و أنجب منها ولديه خالد ولؤي، وما زال زواجهما مستمراً 
في 31 يناير 2025، توفي والد الفنان اللبناني راغب علامة بعد تدهور حالته الصحية، وذلك بعد شهر من وفاة والدته. وقد عبر علامة عن حزنه العميق لفقدانه والده، حيث نشر رسالة مؤثرة على حساباته على وسائل التواصل الاجتماعي.

## أعماله الفنية

### ألبومات
| الألبوم                                     | سنة الإصدار | المنتج                         | عدد الأغاني         |
| ------------------------------------------- | ----------- | ------------------------------ | ------------------- |
| سهرة مع جورج وسوف                           | 1985        | ريلاكس إن                      | 6 منهم3 لراغب       |
| ياريت                                       | 1986        | ريلاكس إن                      | 6                   |
| الهدية                                      | 1987        | ريلاكس إن                      | 8                   |
| ضوى الليل                                   | 1988        | ريلاكس إن                      | 7                   |
| ما يجوز                                     | 1989        | ريلاكس إن                      | 7                   |
| قلبي عشقها                                  | 1990        | ريلاكس إن                      | 7                   |
| يا حياتي                                    | 1993        | ريلاكس إن                      | 7                   |
| توأم روحي                                   | 1995        | ريلاكس إن                      | 8                   |
| علمتيني                                     | 1996        | ريلاكس إن                      | 7+علمتينى           |
| فرق كبير                                    | 1996        | عالم الفن                      | 8                   |
| برافو عليكي                                 | 1997        | صوت الدلتا                     | 8                   |
| حبيبي يا ناسي                               | 1999        | ريلاكس إن                      | 8                   |
| يا رب يا الله " مجموعة من الأغاني الدينية " | 1999        | صوت القاهرة للصوتيات والمرئيات | 3                   |
| سهروني الليل                                | 2001        | عالم الفن                      | 12+أه يا عبد العظيم |
| طب ليه                                      | 2002        | عالم الفن                      | 11                  |
| الحب الكبير                                 | 2004        | عالم الفن                      | 11                  |
| مش بعشقك                                    | 2008        | ميلودي                         | 12                  |
| سنين رايحة                                  | 2010        | ميلودي                         | 11                  |
| حبيب ضحكاتي                                 | 2014        | باك ستيج برودكشن               | 13                  |

### فيديو كليبات
| الأغنية                  | المخرج            | العام |
| ------------------------ | ----------------- | ----- |
| قدام الناس               |                   |       |
| الحمدالله عالسلامة       |                   |       |
| يا ريت                   | رجا زهر، عماد زهر |       |
| قلبي عشقها               | رجا زهر           | 1990  |
| مغرم ياليل               | طارق الكاشف       | 1991  |
| المعادلة الصعبة          | رجا وعماد زهر     | 1993  |
| آسف حبيبتي               | رجا زهر           | 1993  |
| تؤام روحي                |                   | 1995  |
| عشت ليكي                 | أكرم قاووق        | 1995  |
| نقطة ضعفي                | رجا زهر، عماد زهر | 1995  |
| علمتيني                  | رجا زهر           |       |
| فرق كبير                 | أكرم قاووق        | 1996  |
| سيدتي الجميلة            |                   |       |
| برافو عليكي              | رجا زهر           |       |
| عاشق عيونك               | طوني أبو الياس    |       |
| حبيبي يا ناسي            | محسن أحمد         | 1999  |
| أحلى نار                 |                   |       |
| مش مهم                   | ارمان غزارة       |       |
| بتغيب بتروح ديو مع إليسا | مارك حديفة        | 2001  |
| يلا يا شباب              | حفلة              | 2001  |
| سهروني الليل             | شريف صبري         | 2001  |
| طب ليه                   | شريف صبري         | 2002  |
| نسيني الدنيا             | وسام سميرة        | 2004  |
| الحب الكبير              | وسام سميرة        | 2004  |
| مش بالكلام               | (حفلة)            | 2004  |
| يغيب                     | ثيري فرجان        |       |
| وانا وياك                | ثيري فرجان        |       |
| سري حبي                  | شادي يونس         |       |
| إنت يا غالي ديو مع لغا   | باسم كريستو       |       |
| سنين رايحة               | ألينا كرانسيانسكا |       |
| إشتقتلك انا              | عماد عبود         |       |
| بتفل                     | نبيل مكي          | 2015  |
| أنا اسمي حبيبك           | عماد زهر          | 2016  |
| حبيب ضحكاتي              | وسام سميرة        | 2016  |
| شفتك اتلخطبت             | زياد خوري         | 2017  |
| تركني لحالي              | بيك كودز          | 2018  |
| اللي باعنا               | زياد خوري         | 2018  |
| رديلي كلماتي             | بيك كودز          | 2019  |
| فوراً غرام                | فارس صخن          | 2021  |
| ممكن أزعلك               | شريف صبري         | 2022  |
| تعاليلي                  | زياد خوري         | 2022  |
| استمارة ستة              | زياد خوري         | 2022  |
| في كتير حلوين            | بيك كودز          | 2023  |
| يلا                      | جاد شويري         | 2023  |
| التقيل تقيل              | فرح علامة         | 2024  |
| شو عامل في               | بيك كود           | 2024  |
| بيروت ولا روما           | فرح علامة         | 2024  |
| رقصيني                   | زياد خوري         | 2025  |

### أغاني دينية
| الأغنية       | المخرج    | المنتج                         |
| ------------- | --------- | ------------------------------ |
| يا رب يا الله | محسن أحمد | صوت القاهرة للصوتيات والمرئيات |

### أغاني المسلسلات
- (2015): 24 قيراط[15]

## وصلات خارجية
- راغب علامة على موقع IMDb (الإنجليزية)
- راغب علامة على موقع قاعدة بيانات الأفلام العربية
- راغب علامة على موقع ميوزك برينز (الإنجليزية)
- راغب علامة على موقع أول ميوزيك (الإنجليزية)
- راغب علامة على موقع ديسكوغز (الإنجليزية)